# Enviado Presidencial Especial para o Clima dos Estados Unidos
O Enviado Presidencial Especial para o Clima dos Estados Unidos (em inglês: Special Presidential Envoy for Climate of the United States) é um cargo do Gabinete Executivo do Presidente responsável por representar os interesses dos Estados Unidos nas áreas de política energética e climática em contato com as demais nações do mundo e organismos internacionais.

## História
A 23 de novembro de 2020, o Presidente-eleito Joe Biden anunciou que o ex-Secretário de Estado dos Estados Unidos, John Kerry, serviria em seu gabinete como Enviado Presidencial Especial para o Clima e seria membro do Conselho de Segurança Nacional (NSC).
O termo "Czar do Clima" foi usado para descrever informalmente o papel de Kerry. Houve um tal "czar" anterior na Casa Branca, Carol Browner, que foi diretora do Escritório de Política de Energia e Mudança Climática da Casa Branca de 2009 a 2011, mas esta nova posição de Enviado Presidencial Especial é diferente em design de aquele. Em particular, a nova posição será a primeira vez que o Conselho de Segurança Nacional terá um oficial dedicado às questões de mudança climática e para abordar a crise climática como uma que afeta a segurança nacional.

## Lista dos Enviados Presidenciais
| N.º | Enviado | Enviado      | Partido   | Inicio do mandato     | Fim do mandato     | Presidente |
| --- | ------- | ------------ | --------- | --------------------- | ------------------ | ---------- |
| 1   |         | John Kerry   | Democrata | 20 de janeiro de 2021 | 6 de março de 2024 | Joe Biden  |
| 2   |         | John Podesta | Democrata | 6 de março de 2024    | Incumbente         | Joe Biden  |